# خورشیدگرفتگی ۱۰ ژوئیه ۱۹۷۲
خورشیدگرفتگی ۱۰ ژوئیه ۱۹۷۲ (به انگلیسی: Solar eclipse of July 10, 1972) یک خورشیدگرفتگی از نوع خورشیدگرفتگی کامل است. این خورشیدگرفتگی در تاریخ ۱۰ ژوئیه ۱۹۷۲ میلادی (‎۱۹ تیر ۱۳۵۱ خورشیدی) روی داد که زمان اوج آن، ساعت ۱۹:۴۶:۳۸ به‌وقت ساعت هماهنگ جهانی بوده‌است. مدت زمان و طول این خورشیدگرفتگی ۲ دقیقه و ۳۶ ثانیه بود.